# Lac Khanka
Le lac Khanka  ou lac Xingkai  est un lac d’eau douce à la frontière entre la province chinoise de Heilongjiang et le kraï du Primorie, en Russie. L’eau du lac est tellement limpide et le ciel de cette région tellement bleu, qu’on a appelé ce lac « l’émeraude du Nord ».

## Géographie
Ce lac s’étire sur 90 km du sud au nord et sur 60 km de l’est à l’ouest. Sa superficie est de 4 190 km2 (dont 3 030 km2 en Russie). Les berges du lac sont marécageuses sauf au nord-ouest. Le bassin drainant du lac a une superficie de 16 890 km2 (97 % en Russie). Il est alimenté par 23 rivières (8 en Chine et 15 en Russie) et il se déverse au nord dans la rivière Soungatcha, affluent de l'Oussouri. Le lac fait partie du bassin versant du fleuve Amour.
Sa profondeur moyenne est de 4,5 mètres (maximum 10,6 mètres). Son volume est de 18,3 km3 et il est situé à une altitude de 69 mètres.
Le lac abrite 60 espèces de poissons et plus de 450 espèces de plantes rares. Le pin du lac Xingkai est une espèce endémique. Il existe une réserve naturelle le long du lac situé en Chine et en Russie. La réserve naturelle du Khanka (russe) est une réserve de biosphère depuis 2005, et la réserve chinoise du lac Xingkai depuis 2007.
Le 11 octobre 1976, la partie russe du lac Khanka est déclarée site Ramsar.

## Histoire
Le lac a fait partie du royaume coréen de Balhae (698-934). Les ancêtres des Nüzhen (ou jurchen) et des Mandchous vivaient sur ses rives. En mandchou, Xingkai signifie « l’eau qui coule de haut en bas ».